# 刘法鲁
刘法鲁（1935年—2010年8月16日），男，陕西合阳人，中国话剧演员，曾任陕西省戏剧家协会副主席。